# Who's the Keyman?
Who's the Keyman (chino simplificado: 我是大侦探, chino tradicional: 我是大偵探), es un programa chino transmitido del 24 de marzo del 2018 hasta el 16 de junio del 2018, a través de Hunan Satellite TV.
El programa combina las características de un drama de televisión y un show de variedades.

## Formato
En lugar de resolver casos donde sólo hay un cadáver, varios casos de secuestro o artículos perdidos como en "Who's the Murderer?", en el programa se resuelven varios misterios.
El equipo está conformado por un detective, un hombre clave (que puede mentir) y el resto son los encargados de resolver las pistas. En ocasiones puede haber episodios en donde no haya detectives, por lo que no se realiza la primera ronda de votación.
El caso comienza como una historia hasta que algún incidente ocurre, inmediatamente todos los involucrados relatan sus coartadas durante la línea de tiempo en donde transcurrió el crimen, posteriormente se dividen en 2 grupos y tienen 10 minutos para buscar la mayor cantidad de pruebas y evidencias, para luego reunirse y discutir, explicar y hacer preguntas sobre la evidencia que han encontrado. Después de escuchar todas las opiniones, el/la detective tomará la primera decisión sobre quién es el/la "hombre o mujer clave" (en inglés: "The Keyman").
El programa continuará con todos los involucrados quienes buscaran en conjunto evidencias que les permitan descubrir más partes de la historia. El detective posteriormente tendrá la oportunidad de interrogar a cada uno de los participantes y preguntarles quién creen que es el "hombre o mujer clave". La búsqueda continuará por un poco más de tiempo antes de que se reúnan nuevamente como grupo para revelar las evidencias finales que tienen.
A los participantes se les dará un tiempo para que puedan buscar en solitario pruebas adicionales que pudieran haber pasado por alto, antes de tomar la decisión final sobre quién es el "hombre o mujer clave". Finalmente luego de las votaciones, se contará los votos de todos los miembros y la persona con mayor votos será señalada como el "hombre o mujer clave".
La persona señalada utilizará su llave en la máquina que revelará si en realidad es o no el "hombre o mujer clave", si la máquina se enciende, los miembros habrán ganado, luego de haber encontrado con éxito al "hombre o mujer clave", sin embargo si la máquina no se enciende, entonces habrán fallado en su búsqueda y el "hombre o mujer clave" se habrá salido con la suya.

## Elenco

### Miembros[2]
| Artista               | Apodo                    | N.º de episodios | Duración |
| --------------------- | ------------------------ | ---------------- | -------- |
| He Jiong              | "King of Evidence"       | 1-12             | 2018     |
| Deng Lun              | "Winner"                 | 1-12             | 2018     |
| Wu Lei (Leo Wu)       | "Best Password Crackers" | 1-6, 9-12        | 2018     |
| Wowkie Zhang          | -                        | 2-6, 9-10, 12    | 2018     |
| Zhang Ruoyun          | -                        | 1-2, 11-12       | 2018     |
| Ma Sichun (Sandra Ma) | "Best Intuitive"         | 2-12             | 2018     |

### Invitados
| Nombre                 | Episodios | Duración |
| ---------------------- | --------- | -------- |
| Chen Xiang (Sean Chen) | 12        | 2018     |
| Angela Chang           | 12        | 2018     |
| Haofei Li              | 12        | 2018     |
| Lin Gengxin            | 11        | 2018     |
| Huang Lei              | 9-10      | 2018     |
| Wei Daxun              | 7-8       | 2018     |
| Bai Jingting           | 7-8       | 2018     |
| Yang Mi                | 7-8       | 2018     |
| Han Xue (Cecilia Han)  | 1, 3-6    | 2018     |
| Zhang Tian'ai          | 1         | 2018     |

## Episodios
La primera temporada del programa estuvo conformado por 12 episodios, los cuales fueron emitidos todos los sábados de 22:00 a 24:00hrs.
| #  | Código | Caso                                       | Resumen del Caso | Invitados (as)                 | Emisión             | Hombre Clave                | Resultado                           |
| -- | ------ | ------------------------------------------ | --- | ------------------------------ | ------------------- | --------------------------- | ----------------------------------- |
| 1  | 1      | Los niños de Jia han desaparecido          | An Inn Detective: Zhang Ruoyun He Loneliness: He Jiong Deng Cool: Deng Lun Mesero Lei: Wu Lei Xue Wuqing: Han Xue Cliente Zhang: Zhang Ruoyun General Ai: Zhang Tian'ai                             | Zhang Ruoyun Zhang Tian'ai     | 24 de marzo de 2018 | Wu Lei                      | Ganó: Wu Lei Arrestado: He Jiong    |
| 2  | 2      | El señor Zhen fue atacado                  | Meeting in 1998 Detective: He Jiong Director He: He Jiong Lun Ba: Deng Lun Lei Haowa: Wu Lei Big Qiaqia: Wowkie Zhang Zhang Kuang: Zhang Ruoyun Zhen Chun: Ma Sichun                                | Zhang Ruoyun                   | 31 de marzo de 2018 | Wowkie Zhang                | Ganó: Elenco                        |
| 3  | 3      | El corazón de Malan fue robado             | Mysterious Museum: Part 1 Detective: Wowkie Zhang He Dazui: He Jiong Deng Youwei: Deng Lun Lei Xiuxiu: Wu Lei Da Baobei: Wowkie Zhang Xue Xiaoxiao: Han Xue Ma Shangyan: Ma Sichun                  | -                              | 7 de abril de 2018  | Han Xue                     | Ganó: Elenco                        |
| 4  | 4      | El País de las Hadas Penglai fue destruido | Mysterious Museum: Part 2 He Dazui: He Jiong Deng Youwei: Deng Lun Lei Xiuxiu: Wu Lei Da Baobei: Wowkie Zhang Xue Xiaoxiao: Han Xue Ma Shangyan: Ma Sichun                                          | -                              | 14 de abril de 2018 | Han Xue                     | Ganó: Elenco                        |
| 5  | 5      | El guardia de seguridad Zhen es atacado    | Mysterious Resort: Part 1 Detective: Wu Lei He Shouwu: He Jiong Deng Xingao: Deng Lun Lei Haobang: Wu Lei Da Maha: Wowkie Zhang Ma Daha: Ma Sichun Xue Gao: Han Xue                                 | -                              | 21 de abril de 2018 | Ma Sichun                   | Ganó: Ma Sichun Arrestado: He Jiong |
| 6  | 6      | Zhen Ai fue atacado                        | Mysterious Resort: Part 2 Detective: Han Xue He Shouwu: He Jiong Deng Xingao: Deng Lun Lei Haobang: Wu Lei Da Maha: Wowkie Zhang Xue Gao: Han Xue Ma Daha: Ma Sichun                                | -                              | 29 de abril de 2018 | Deng Lun                    | Ganó: Deng Lun Arrestado: He Jiong  |
| 7  | 7      | Zhen Xin es atacado                        | Unable to Get out of the Old Mansion: Part 1 Detective: Deng Lun He Kuaile: He Jiong Deng Dadan: Deng Lun Wei Le'ai: Wei Daxun Bai Mengxiang: Bai Jingting Mi Yue: Yang Mi Asistente Ma: Ma Sichun  | Wei Daxun Bai Jingting Yang Mi | 5 de mayo de 2018   | Wei Daxun                   | Ganó: Wei Daxun Arrestado: He Jiong |
| 8  | 8      | Zhen Xin es atacado                        | Unable to Get out of the Old Mansion: Part 2 Detective: Wei Daxun He Kuaile: He Jiong Deng Dadan: Deng Lun Wei Le'ai: Wei Daxun Bai Mengxiang: Bai Jingting Mi Yue: Yang Mi Asistente Ma: Ma Sichun | Wei Daxun Bai Jingting Yang Mi | 12 de mayo de 2018  | Ma Sichun Ayudante: Yang Mi | Ganó: Elenco                        |
| 9  | 9      | El desmayo de Zhen Siba                    | Adventure in the Faraway Town: Part 1 Detective: He Jiong He Bi: He Jiong Lun Bi: Deng Lun Wu Yu: Wu Lei Da Guangquan: Wowkie Zhang Huang Dou: Huang Lei Ma Lanshan: Ma Sichun                      | Huang Lei                      | 19 de mayo de 2018  | Wu Lei                      | Ganó: Elenco                        |
| 10 | 10     | Zhen Xiang es secuestrado                  | Adventure in the Faraway Town: Part 2 Detective: Ma Sichun He Bi: He Jiong Lun Bi: Deng Lun Wu Yu: Wu Lei Da Guangquan: Wowkie Zhang Huang Dou: Huang Lei Ma Lanshan: Ma Sichun                     | Huang Lei                      | 26 de mayo de 2018  | Deng Lun                    | Ganó: Elenco                        |
| 11 | 11     | Zhen Keai fue atacado                      | Ten Years After Graduction Detective: Wu Lei He Menmian: He Jiong Deng Youxi: Deng Lun Lin Ke: Lin Gengxin Zhang Tiemo: Zhang Ruoyun Ma Touqin: Ma Sichun                                           | Lin Gengxin Zhang Ruoyun       | 2 de junio de 2018  | Ma Sichun                   | Ganó: Elenco                        |
| 12 | 12     |                                            | | -                              | 16 de junio de 2018 | -                           | -                                   |

## Producción
El programa también fue conocido como "National Detective".
Fue dirigido y producido por He Chen, y es una adaptación de la serie china "Who's the Murderer".
El programa fue producido por "Mango TV" y "Hunan Satellite TV", también fue distribuida y emitida simultáneamente por "Hunan Satellite TV" y Mango TV.